# Соловейко східний
Солове́йко схі́дний, або звича́йний (Luscinia luscinia) — невеликий співочий горобцеподібний птах родини мухоловкових (Muscicapidae), інколи його відносять до родини дроздових (Turdidae). В Україні звичайний гніздовий, перелітний птах.

## Опис

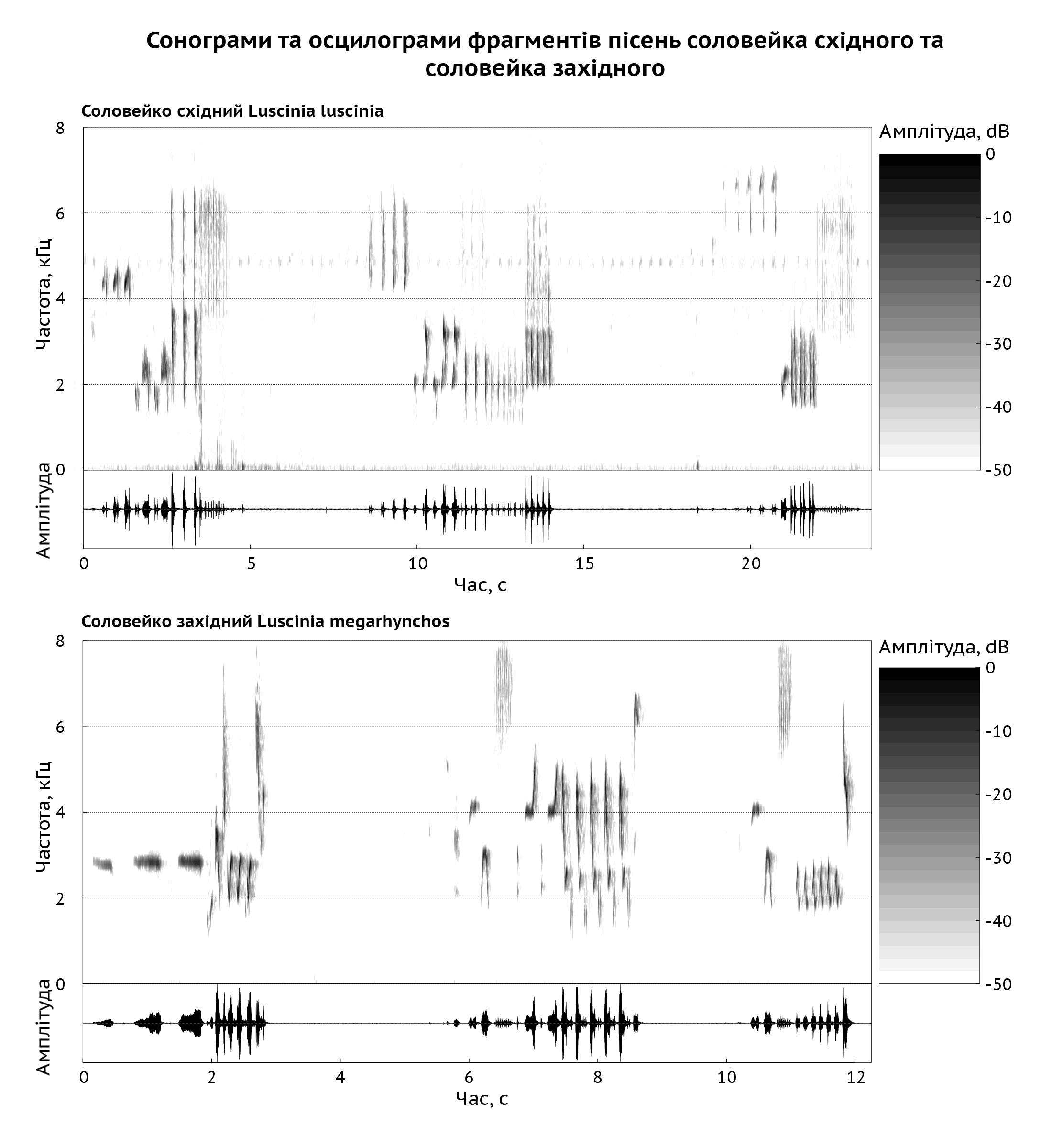
Сонограми фрагментів пісень соловейків звичайного та південного дають можливість надійно розрізнити ці два види за голосом

Маса тіла 22—32 г, довжина тіла близько 170 мм. Дорослий птах зверху бурий, надхвістя зі слабким рудуватим відтінком; низ білуватий, з нечіткими темними плямами на волі; боки тулуба буруваті; махові пера бурі; хвіст бурий, з рудим відтінком; дзьоб і ноги бурі. Молодий птах буруватий, строкатий, на перах темна облямівка. Соловейко східний дуже подібний до соловейка західного, від якого відрізняється темними плямами на волі, але найдостовірніше — піснею.
У соловейків дуже багатий репертуар — ці птахи здатні відтворювати до 1000 різних звуків, у порівнянні зі 340 звуками жайворонка та 100 звуками дрозда чорного. У момент співу соловейко забуває про небезпеку, опускає крила й цілковито віддається співу.

## Поширення
Поширений на гніздуванні в Європі та Азії, зимує в Африці. Є вікарним видом по відношенню до соловейка західного. В Україні гніздиться на всій території, крім Карпат і більшої частини Криму; під час міграцій трапляється скрізь.

## Гніздування
Гніздиться по узліссях листяних зволожених лісів, в заростях кущів у сирих ярах, світлих невеликих гаях, закинутих садах, парках з густим підростом та підліском, у густих листяних молодняках, загущених лісосмугах вздовж доріг.
Гніздяться окремими парами, які у сприятливих місцях можуть бути розміщені на відстані 50—100 м одна від одної. Гніздо будує зазвичай на землі біля коріння кущів, дерев, іноді під кучами хмизу, рідко — невисоко над землею (15 см або дещо вище) у розгалуженні кущів. Гніздо, як правило, розміщується не в ямці, як у більшості птахів, що гніздяться на землі, а серед лісової підстилки таким чином, що його краї бувають на одному рівні з поверхнею.
Гніздо являє собою досить грубу споруду. Зовнішній її шар складається з декількох рядів напівперегнившого листя дерев. По краях гнізда до них добавляються гілочки, сухі стебла трав'янистих рослин, часто листя осоки. Основа гнізда зазвичай також складається з листя. Лоток вистланий дуже тонкими стеблами злаків та їх розмочаленими листочками, корінцями, шерстю, іноді з домішками кінського волоса. Пір'я для висилки не використовуються.
У повній кладці 4—5, інколи 6 яєць. Шкаралупа блискуча, іноді майже матова. Забарвлення її варіює від оливково-коричневого до темно-шоколадного кольору. Плям або крапок на шкаралупі немає, але в окремих випадках на одному з його кінців відмічається більш рудуватий відтінок, обумовлений наявністю великої кількості дрібних коричнево-рудуватих крапок.
Повні свіжі кладки зазвичай з'являються в другій та третій декадах травня. У випадку розорення гнізда можлива повторна кладка. Насиджує самка протягом 13—14 діб.

## Охорона
Перебуває під охороною Бернської конвенції.

## Галерея

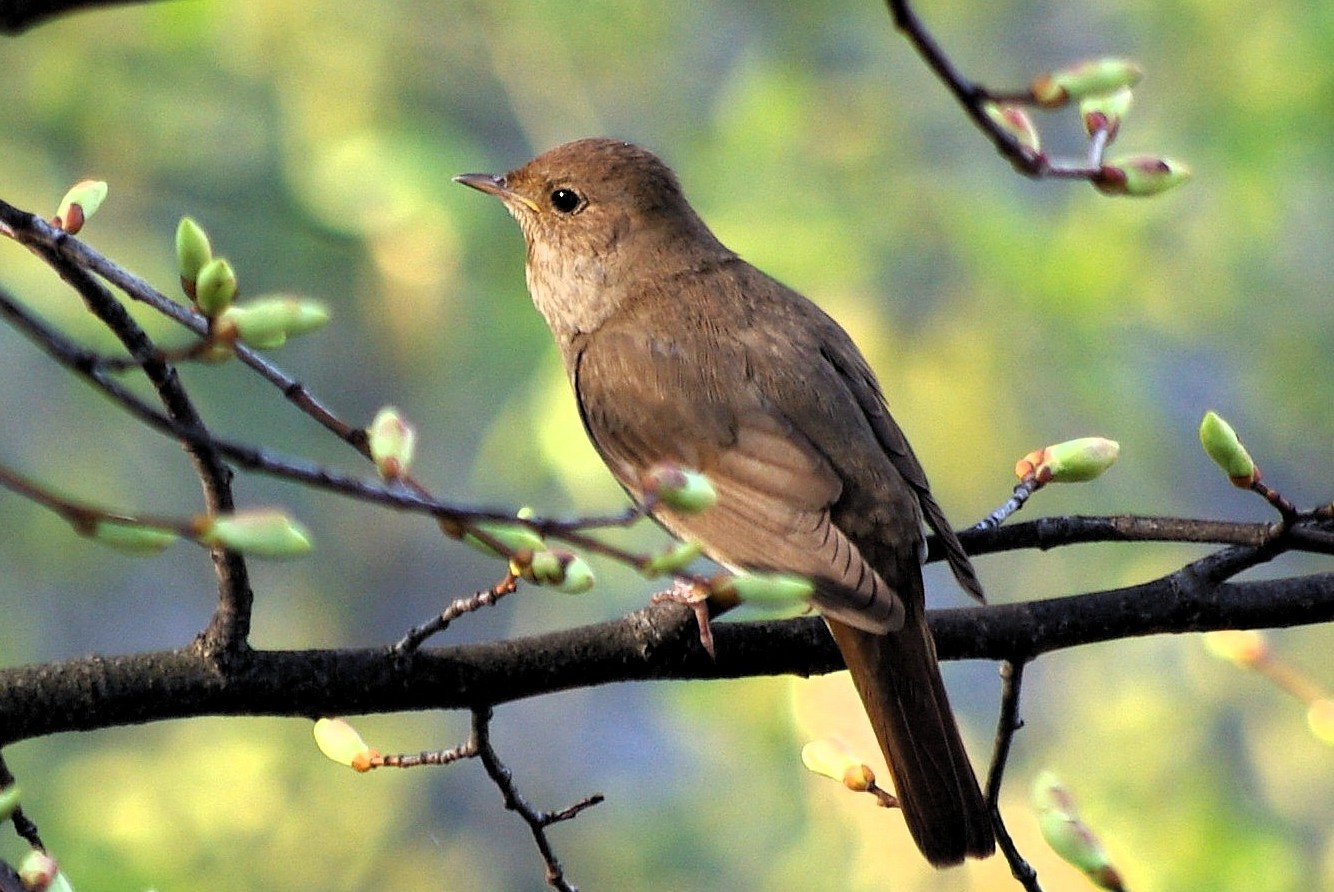
Дорослий птах
Гніздо з кладкою
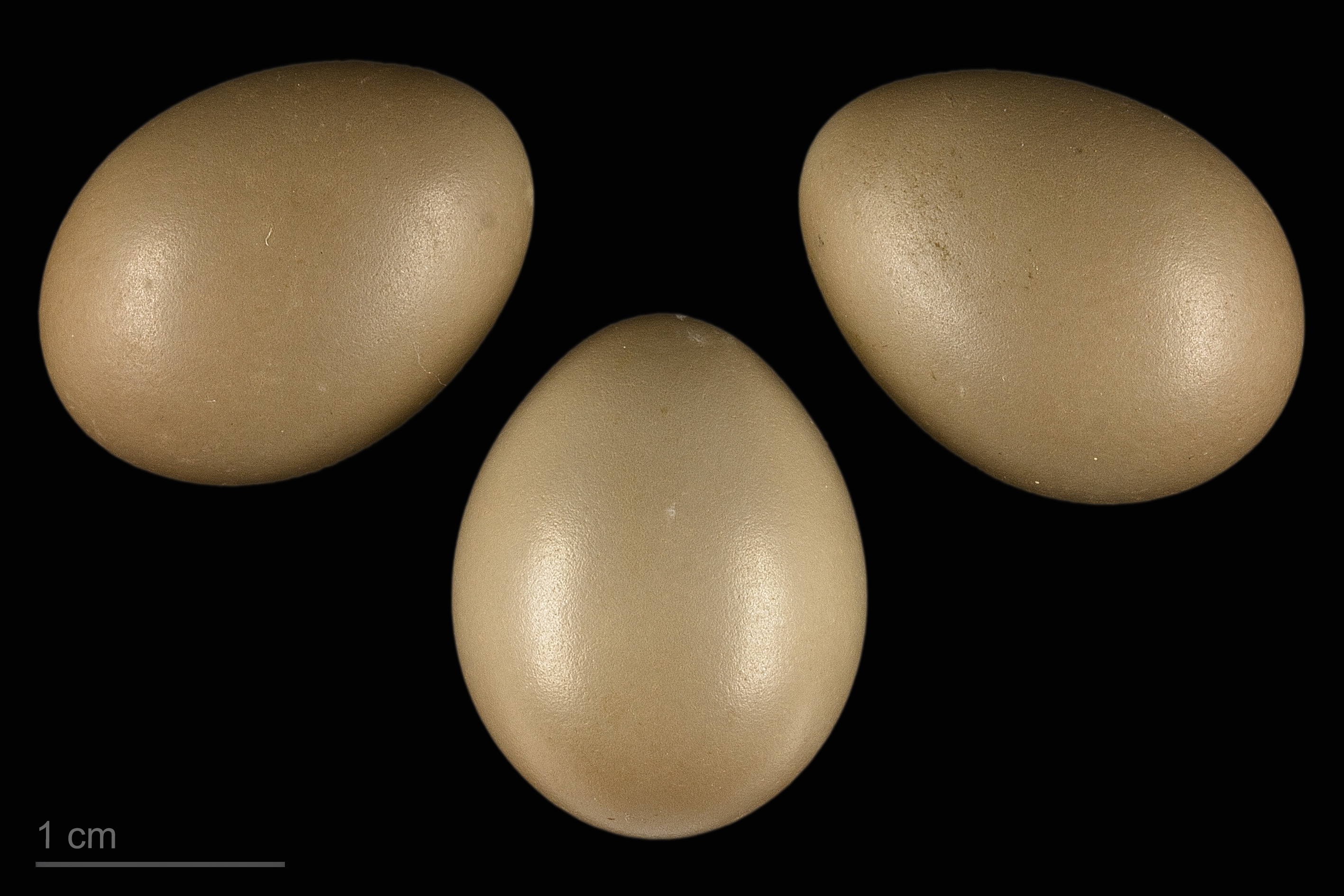
Яйця Luscinia luscinia в оологічній колекції, Тулузький музей
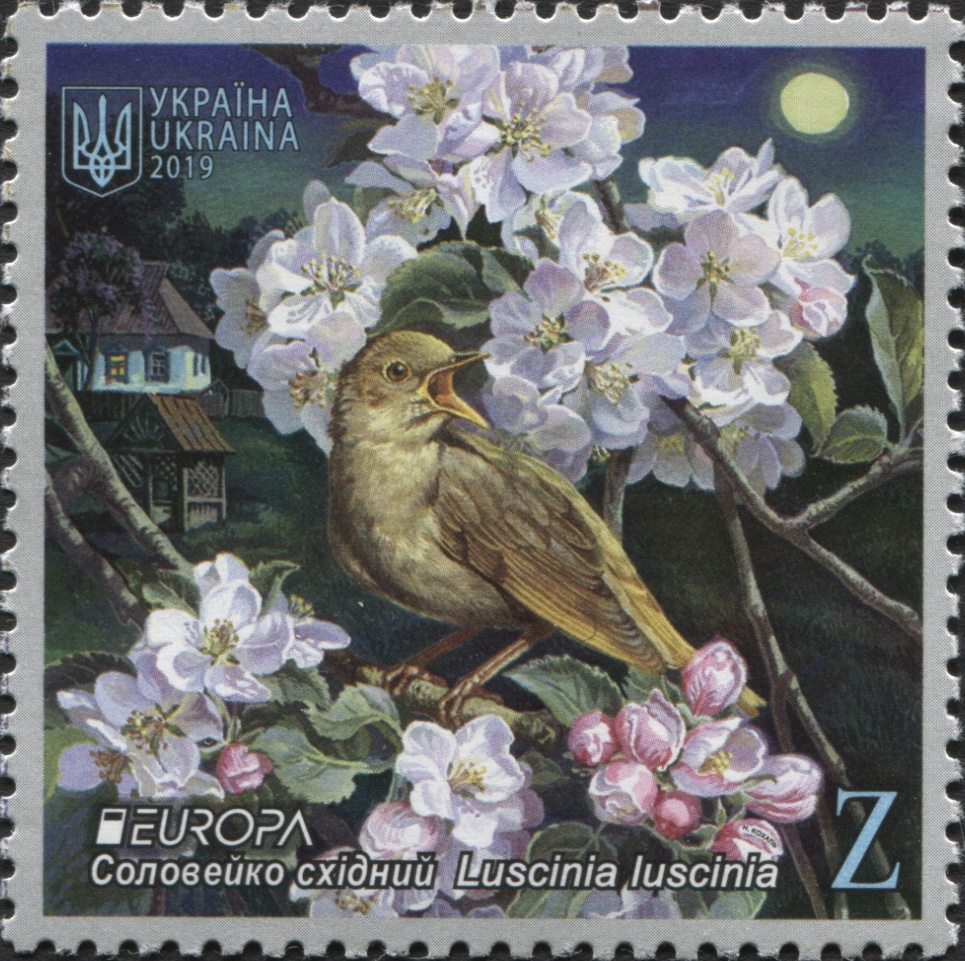
Марка «Europa. Соловейко східний (Luscinia luscinia)» (2019)